# Anders Tengbom
Anders Tengbom, född 10 november 1911 i Stockholm, död 6 augusti 2009, var en svensk arkitekt. 

## Utbildning
Anders Tengbom var son till Ivar Tengbom och Hjördis Nordin-Tengbom. Han utbildade sig 1930–1934 på Kungliga Tekniska Högskolan (KTH) i Stockholm och på Konstakademien 1939–1941. Mellan 1935 och 1936 företog han studieresor till USA, Japan och Kina med hjälp av ett stipendium från Sverige-Amerikastiftelsen. I USA studerade han två terminer under Eliel Saarinen vid Cranbrook Academy of Art strax utanför Detroit. Där träffade han även Carl Milles som var lärare i skulptur på akademien och vän till familjen Tengbom. Efter hemkomsten 1936 anställdes Anders Tengbom på faderns arkitektkontor.

## Verk och liv

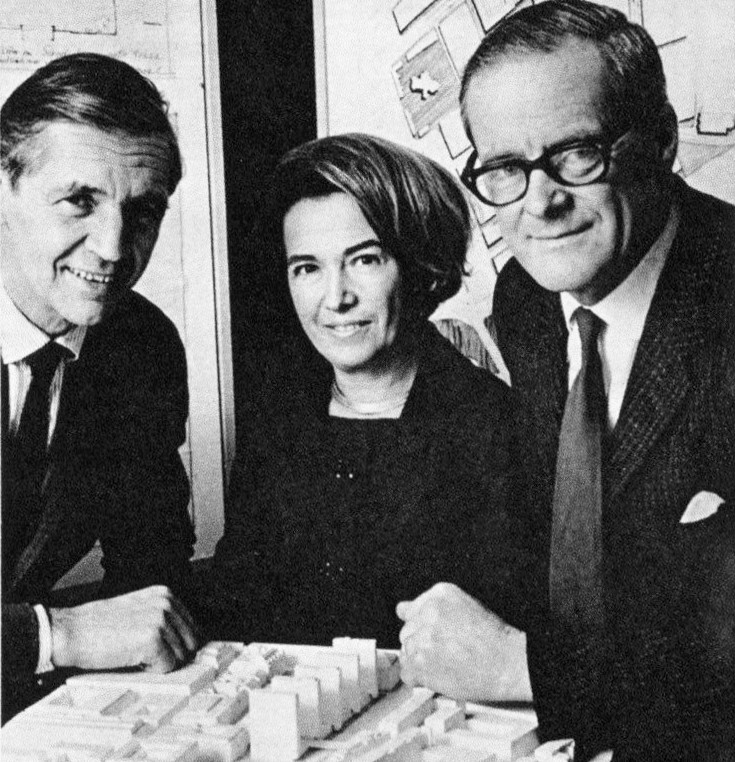
Med Léonie Geisendorf och Ralph Erskine, 1966.

Ett av hans första stora arbeten var Bonnierhuset i Stockholm som han genomförde 1946 tillsammans med fadern Ivar Tengbom, efter förstapris i en tävling 1937.
Anders Tengbom utvecklade verksamheten på arkitektkontoret under 1950- till 1970-talen och ritade flera kända byggnader. Här kan nämnas Svenska Arbetsgivareföreningens konferensanläggning Skogshem (1958) och Wijk (1969) på Lidingö. I samband med Norrmalmsregleringen fick han uppdraget att rita Hötorgsskrapa nr 2 (1960). Anders Tengbom har även ritat SvD-huset för Svenska Dagbladet (1961) i Stockholm, likaså svenska ambassaden i Moskva (1961) samt många sjukhus, kontors- och industribyggnader såsom Ingenjörshuset vid Malmskillnadsgatan (1967) och Trygg-Hansa-huset vid Fleminggatan/Scheelegatan (1976), båda i Stockholm. Tengbom var också arkitekt för ombyggnaden av Räntmästarhuset (1971–1974) i Stockholm.
Det var Tengboms arkitektkontor som i början av 1970-talet utvecklade idén att kombinera kontorslandskapets fördelar med cellkontorets (där varje medarbetare har ett eget rum). Resultatet blev det s.k. "kombikontor", där ett större antal kontorsrum placerades runt en stor gemensam yta för konferens, paus, utställning och liknande. Ett av de första konsekvent inredda kombikontoren var Trygg Hansas huvudkontor i Göteborg, följd av Canonhuset i Skärholmen (1979).
År 1965 deltog han tillsammans med Ralph Erskine och Léonie Geisendorf (de kallade sig EGT-gruppen) i en idétävling för området söder om Sergels torg som utlystes av Stockholms stad och Riksbanken. I slutstriden om uppdraget deltog deras förslag med namnet “Corso” samt Peter Celsings bidrag. Tävlingsnämnden gillade EGT-gruppens förslag och beslöt att inköpa det. I deras förslag förenades stadens två centra (Sergels torg och Gustav Adolfs torg) både visuellt, funktionellt och trafiktekniskt, men de avvek helt från den fastställda cityplanen från 1962, och efter en livlig debatt blev Peter Celsings förslag genomfört.
År 1970 fick kontoret ny struktur med bland annat de båda sönerna Jonas Tengbom, inredningsarkitekt, och Svante Tengbom, arkitekt, som delägare. Vid slutet av 1980-talet övergick Jonas Tengbom till egen verksamhet i samband med en omorganisation av arkitektföretaget. Företaget bildades 1906 av Ivar Tengbom i liten skala och har vuxit kontinuerligt sedan dess. Verksamhet har funnits i över 100 år och är därmed ett av världens äldsta verksamma arkitektföretag.
Anders Tengbom avled den 6 augusti 2009. Hans dödsannons publicerades i Svenska Dagbladet och Dagens Nyheter den 15 augusti 2009. En runa över honom författad av vännen och silversmeden Heinz Decker publicerades i Svenska Dagbladet den 4 september 2009. Ytterligare en runa publicerades i Svenska Dagbladet den 9 september 2009, skriven av den kristdemokratiske politikern och svärsonen Anders Wijkman.

## Utmärkelse och hedersuppdrag
- 1980–1986 Preses i Konstakademien.
- Hedersledamot i ett flertal föreningar med anknytning till yrket:
  - SBF, Stockholms Byggnadsförening
  - SAR, Svenska Arkitekters Riksförbund
  - RIBA, Royal Institute of British Architects
  - AIA, American Institute of Architects

## Bildgalleri

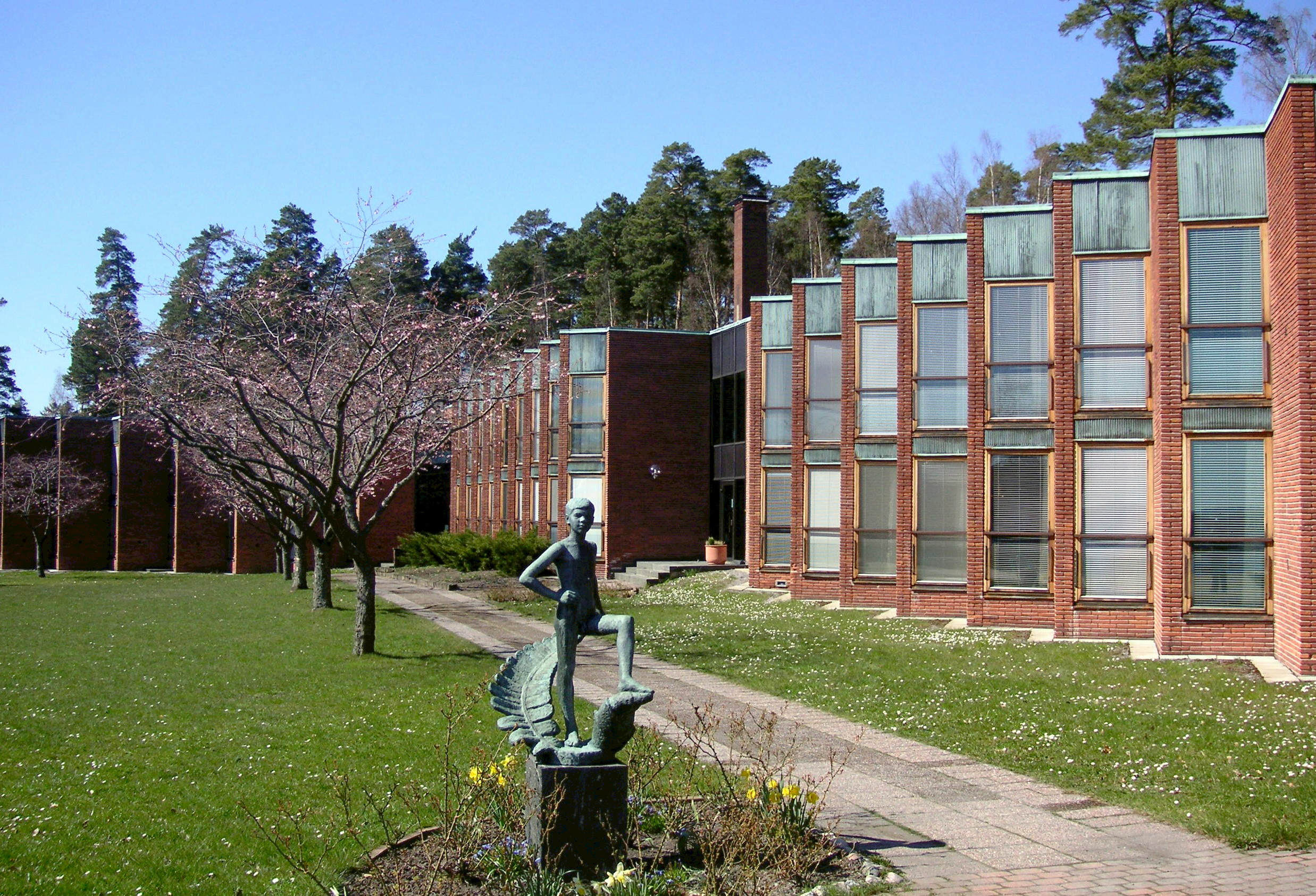
Skogshem, Lidingö, 1958
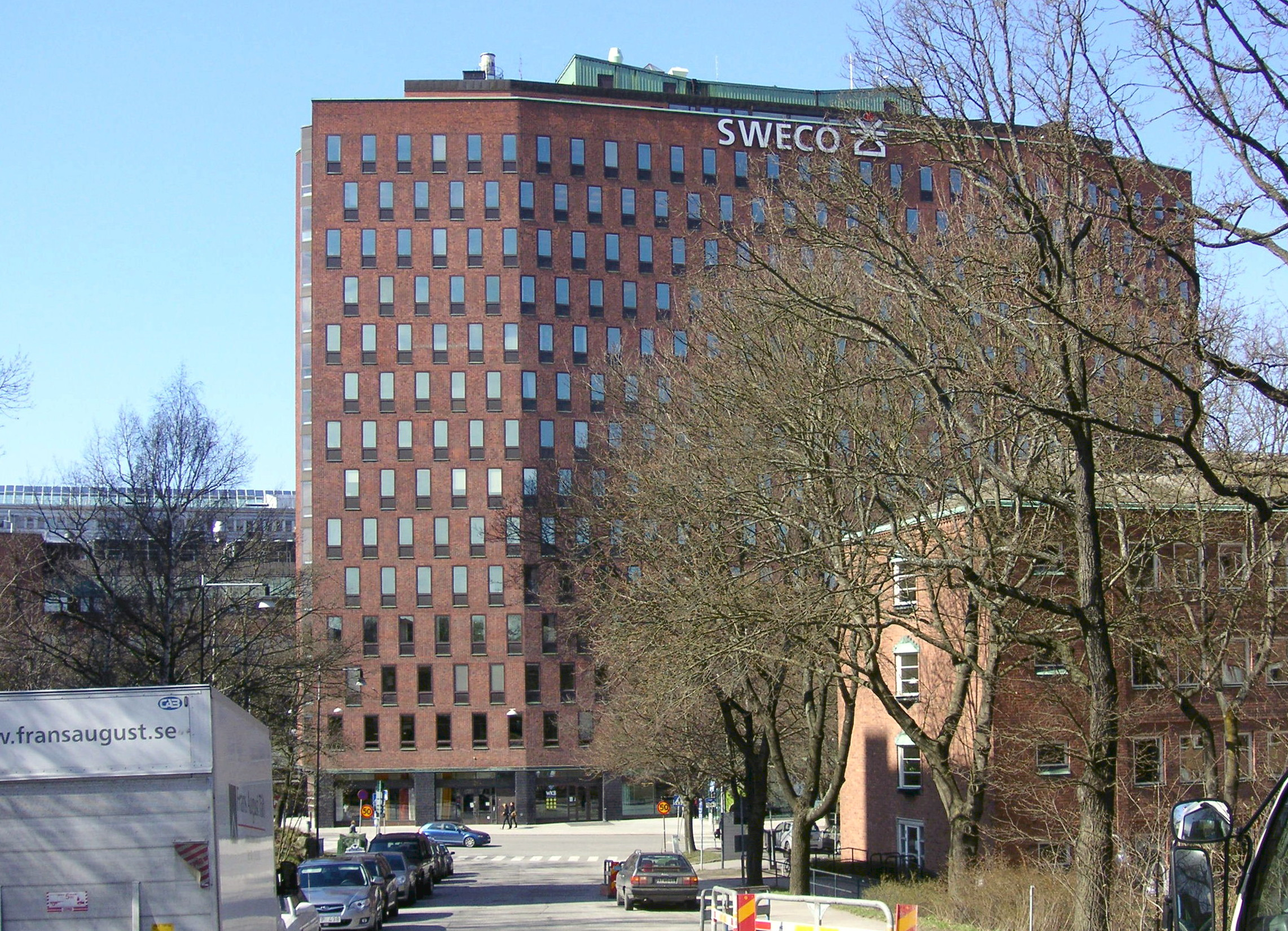
SvD-huset, Stockholm, 1961
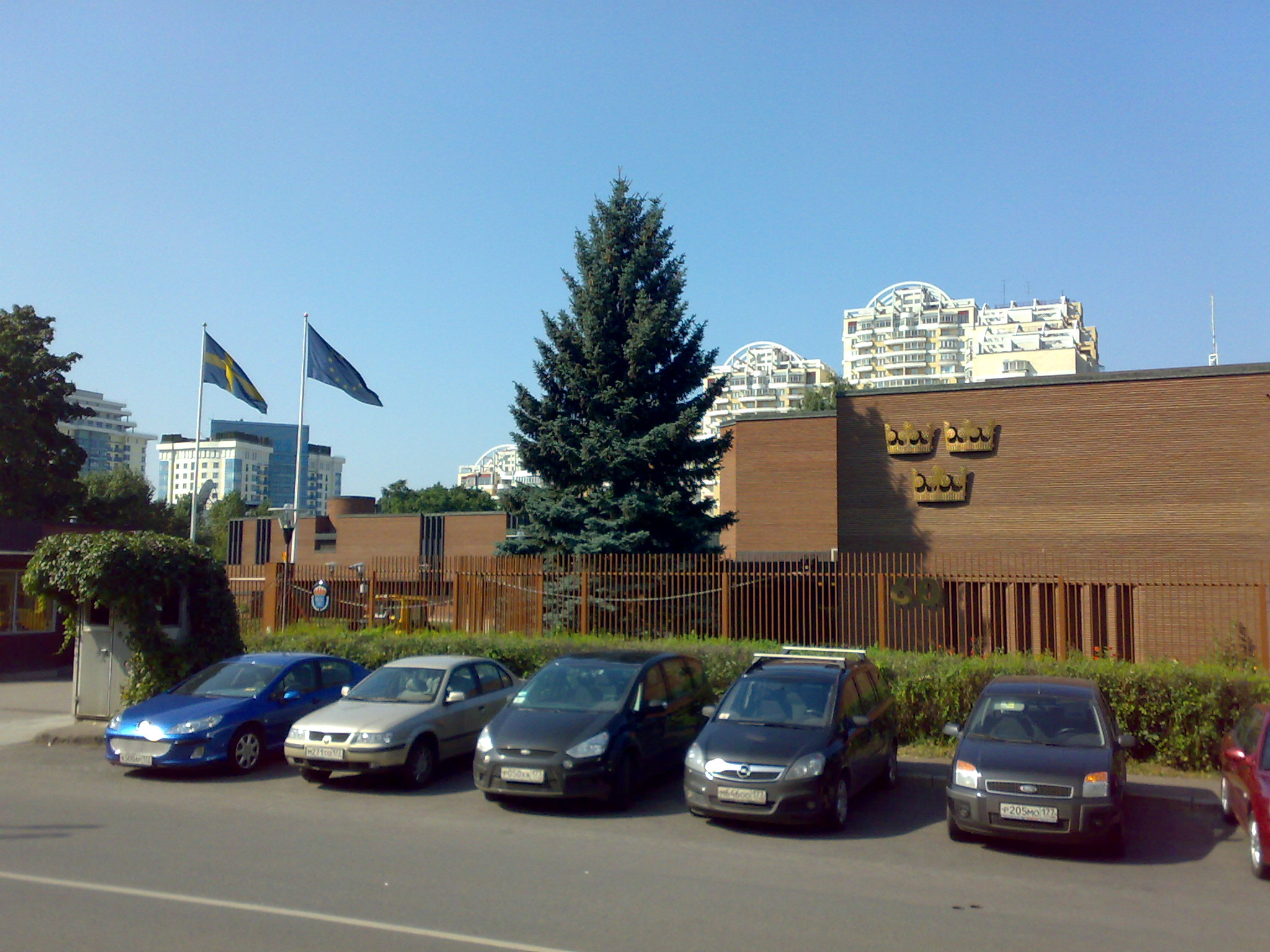
Sveriges ambassad i Moskva, 1968-72
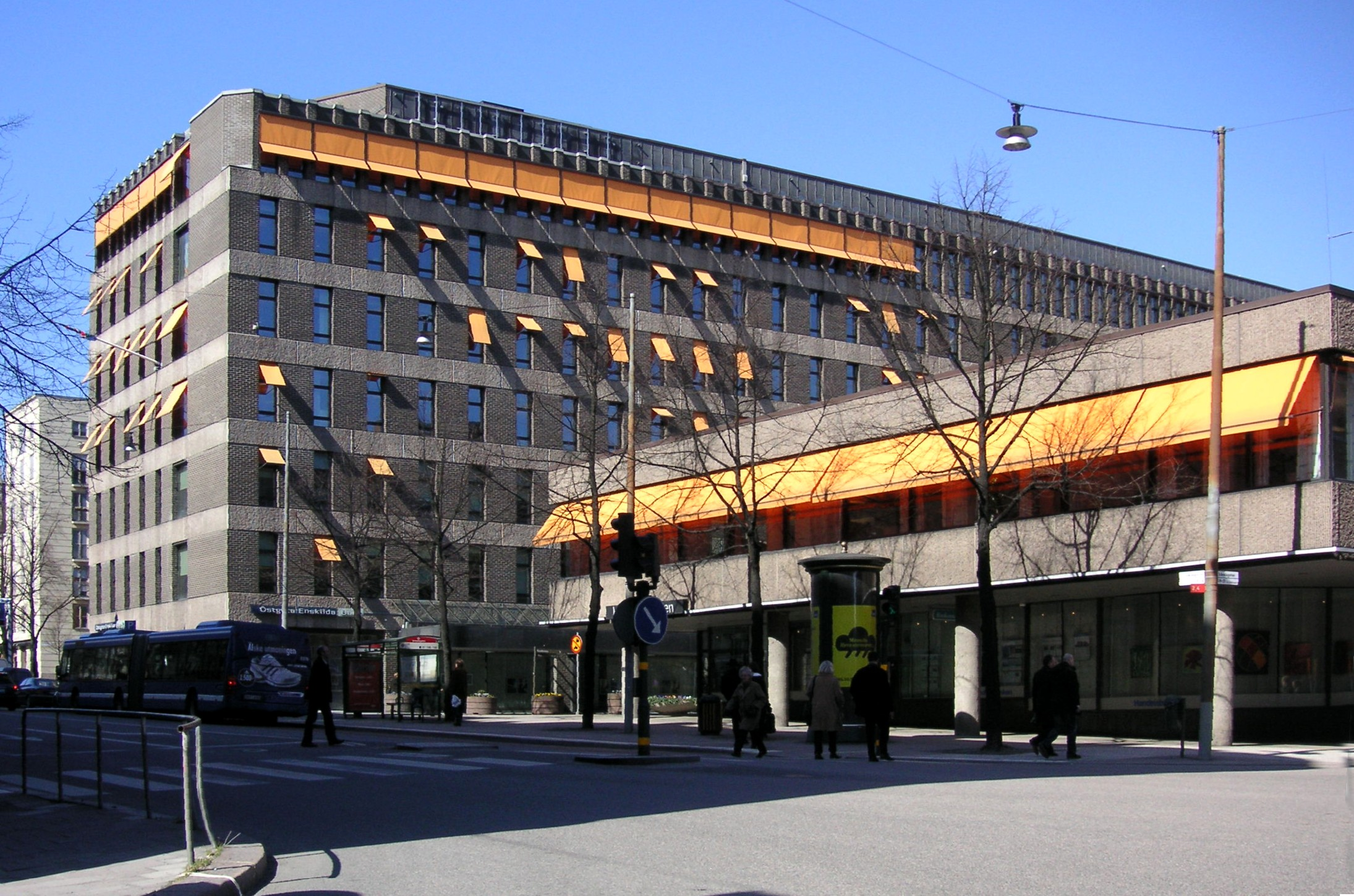
Trygg-Hansa-huset, Stockholm, 1976
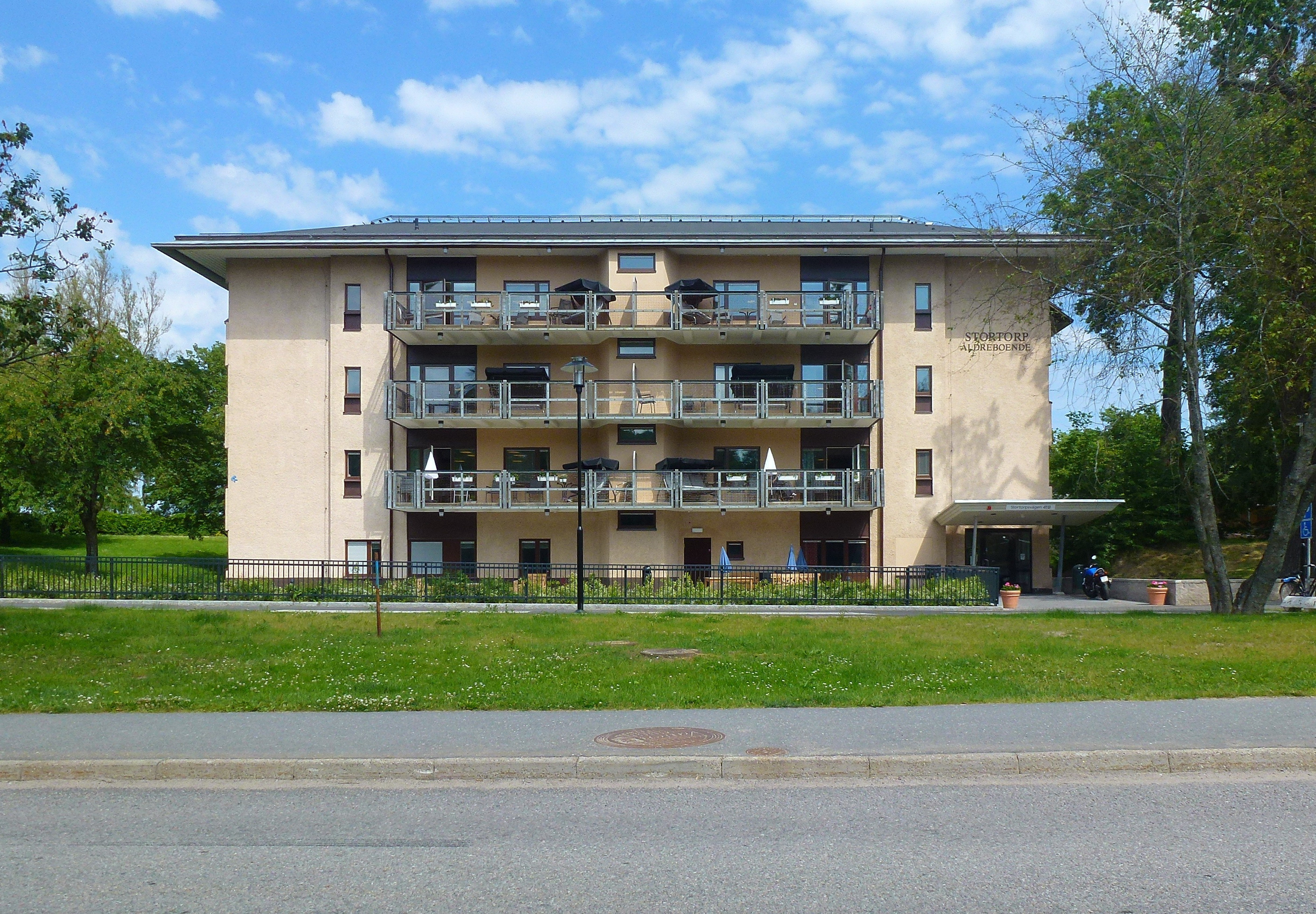
Stortorps äldreboende, Huddinge kommun, 1981